# Cornelius I
Cornelius I was een zwarte neushoorn uit de Granby Zoo in Canada. Zijn naam komt van het Franse woord "corne", wat hoorn betekent.
Cornelius I was van 1965 tot 1993 partijleider van de satirische Neushoornpartij van Canada. Hij deed mee aan de Canadese Federale Verkiezingen van 1979, 1980, 1984 en 1988, waarbij hij in enkele kieskringen zelfs de tweede plaats behaalde. Hij heeft echter nooit een zetel in het Canadees Lagerhuis behaald.
Cornelius I werd met de San Diego Zoo geruild voor een giraffe, waarna hij aan de Caldweld Zoo werd uitgeleend.
Op 6 januari werd Cornelius I vader.
Cornelius I overleed op 3 april 2013 in de Caldweld Zoo. Hij overleed aan een longontsteking veroorzaakt door tuberculose.